# سفر به فردا
سفر به فردا فیلمی به کارگردانی، نویسندگی و تهیه‌کنندگی محمدحسین حقیقی ساختهٔ سال ۱۳۸۰ است.

## خلاصه داستان
سارا پارسا، خبرنگار روزنامه، و رحیم، جانباز شیمیایی، در قطاری که به سوی آبادان می‌رود همسفر هستند، سارا مأموریت دارد تا از همایش جوانان امروز که میهمانان خارجی نیز به آن دعوت شده‌اند گزارشی تهیه کند. رحیم نیز مأموریت دارد تا سیلوی شکسته‌ای را که از زمان جنگ باقی‌مانده و پر از مهمات و مواد منفجره است پاکسازی کند. رحیم در انجام مأموریت خود میان خواسته دو تن از دوستانش محمود، استاندار آبادان و ناصر که هنوز در حال و هوای جنگ به سر می‌برد مردد است، اما بالاخره تصمیم به انجام کار می‌گیرد. با پخش شدن خبر خرابکاری در سیلو از روزنامه به سارا مأموریت داده می‌شود تا گزارشی دربارهٔ ماجرا بنویسد. مأموران که به رفتار سارا شک کرده‌اند قصد دستگیری او را دارند. او با راهنمایی یکی از دوستانش به امن‌ترین نقطه شهر یعنی همان سیلو می‌رود. محمود و یکی از مسؤولان امنیتی شهر که در تعقیب سارا وارد سیلو شده‌اند، در آن گرفتار می‌شوند و راه خروج نیز بسته می‌شود. رحیم بدحال می‌شود و سارا که رحیم زندگی اش را نجات داده، از او پرستاری می‌کند. از طرفی محمود و مأمور امنیتی با ناصر که در واقع عامل اصلی خرابکاری در سیلو است، روبرو با او درگیر می‌شوند. بر اثر انفجار نارنجک محمود، ناصر و مأمور امنیتی کشته می‌شوند. رحیم که موفق به پاکسازی سیلو شده آنجا را ترک می‌کند و سارا نیز از نوشتن گزارش منصرف می‌شود، در حالی که به در کی جدید از زندگی رسیده است.

## بازیگران
- جمشید هاشم‌پور در نقش رحیم
- آتنه فقیه‌نصیری در نقش سارا
- آتیلا پسیانی در نقش محسن
- فرهاد قائمیان در نقش ناصر
- قاسم زارع در نقش رسول
- جلال حدپورسراج در نقش اسی
- حمیدرضا افشار در نقش استاندار
- فرهاد شریفی در نقش مسئول دفتر
- محمد عطایی در نقش عطا
- محرمعلی رزاقی در نقش پزشک
- مهدی میامی در نقش داوود